# Hesperocolletes douglasi
Hesperocolletes douglasi är en biart som beskrevs av Michener 1965. Hesperocolletes douglasi ingår i släktet Hesperocolletes och familjen korttungebin. Inga underarter finns listade i Catalogue of Life.